# Oostenrijkse presidentsverkiezingen 1963
De derde verkiezingen voor een bondspresident tijdens de Tweede Oostenrijkse Republiek vonden op 28 april 1963 plaats. Zittend bondspresident Adolf Schärf (SPÖ) stelde zich kandidaat voor een tweede termijn. Zijn voornaamste concurrent was oud-bondskanselier Julius Raab (ÖVP)

## Uitslag
De verkiezingen werden gewonnen door Adolf Schärf en werd hiermee de eerste Oostenrijkse bondspresident die werd herkozen.
| Kandidaat                                                                 | Kandidaat                   | Partij                                  | Stemmen   | Percentage |
| ------------------------------------------------------------------------- | --------------------------- | --------------------------------------- | --------- | ---------- |
|                                                                           | Adolf Schärf                | Sozialistische Partei Österreichs (SPÖ) | 2.473.349 | 55,4%      |
|                                                                           | Julius Raab                 | Österreichische Volkspartei (ÖVP)       | 1.814.125 | 40,6%      |
|                                                                           | Josef Kimmel                | Partijloosa                             | 176.646   | 4,0%       |
| Ongeldige en blanco stemmen                                               | Ongeldige en blanco stemmen |                                         | 190.537   | —          |
| Totaal (Opkomst 95,6%)                                                    | Totaal (Opkomst 95,6%)      |                                         | 4.654.657 | 100%       |
| a Kandidatuur gesteund door de Europäischen Föderalistischen Partei (EFP) |                             |                                         |           |            |

## Nasleep
Het overlijden van bondspresident Schärf in 1965 zorgde ervoor dat er in dat jaar vervroegde presidentsverkiezingen moesten worden gehouden.

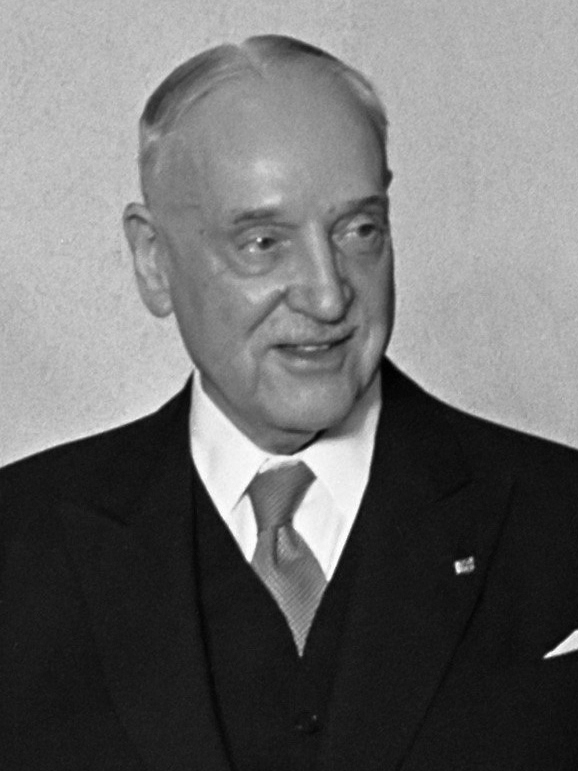
Adolf Schärf
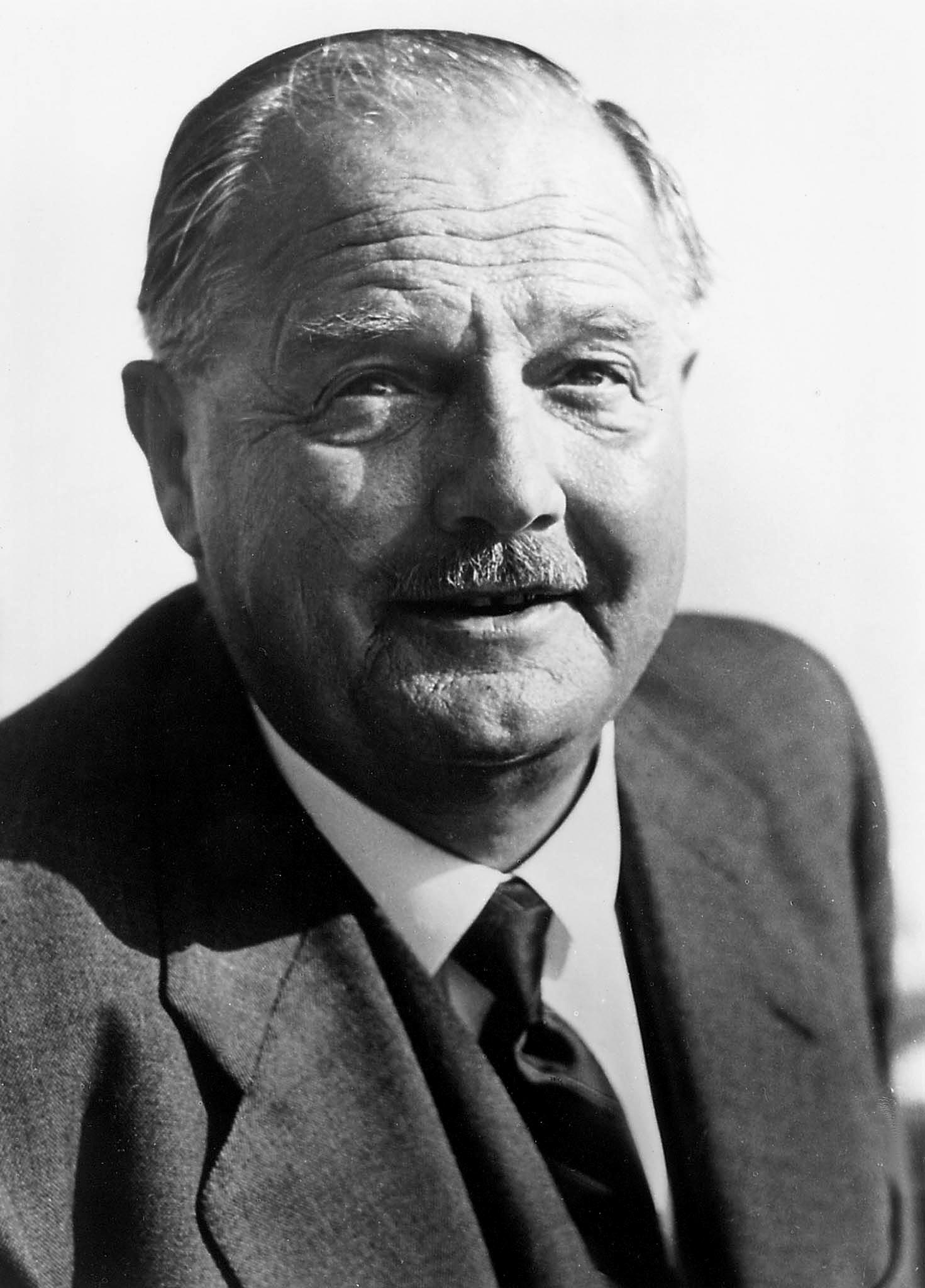
Julius Raab